# Memoriał Kamili Skolimowskiej 2021
Das 12. Memoriał Kamili Skolimowskiej war eine Leichtathletik-Veranstaltung, die am 5. September 2021 im Stadion Śląski im schlesischen Chorzów stattfand. Die Veranstaltung war Teil der World Athletics Continental Tour und zählte zu den Gold-Meetings, der höchsten Kategorie dieser Leichtathletik-Serie.

## Resultate

### Männer

#### 200 m
| Platz | Athlet                   | Land | Zeit (s) |
| ----- | ------------------------ | ---- | -------- |
| 1     | Andre De Grasse          | CAN  | 20,21    |
| 2     | Jerome Blake             | CAN  | 20,32    |
| 3     | Filippo Tortu            | ITA  | 20,40    |
| 4     | Fausto Desalu            | ITA  | 20,52    |
| 5     | Yancarlos Martínez       | DOM  | 20,58    |
| 6     | Ramil Guliyev            | TUR  | 20,66    |
| 7     | Nethaneel Mitchell-Blake | GBR  | 20,84    |
| 8     | Oliwer Wdowik            | POL  | 21,33    |
| 9     | Jakub Pietrusa           | POL  | 21,71    |

Wind: +0,2 m/s

#### 400 m
| Platz | Athlet                | Land | Zeit (s) |
| ----- | --------------------- | ---- | -------- |
| 1     | Michael Cherry        | USA  | 44,94    |
| 2     | Vernon Norwood        | USA  | 45,12    |
| 3     | Deon Lendore          | TTO  | 45,31    |
| 4     | Kajetan Duszyński     | POL  | 45,44    |
| 5     | Christopher Taylor    | JAM  | 45,68    |
| 6     | Karol Zalewski        | POL  | 45,89    |
| 7     | Jochem Dobber         | NED  | 45,97    |
| 8     | Christopher O’Donnell | IRL  | 46,09    |
| 9     | Karayme Bartley       | JAM  | 46,40    |

#### 800 m
| Platz | Athlet                       | Land | Zeit (min) |
| ----- | ---------------------------- | ---- | ---------- |
| 1     | Wycliffe Kinyamal            | KEN  | 1:44,63 MR |
| 2     | Kacper Lewalski              | POL  | 1:44,84 PB |
| 3     | Daniel Rowden                | GBR  | 1:44,89    |
| 4     | Jake Wightman                | GBR  | 1:44,97 SB |
| 5     | Michael Saruni               | KEN  | 1:45,04    |
| 6     | Elliot Giles                 | GBR  | 1:45,20    |
| 7     | Cătălin Tecuceanu            | ROU  | 1:45,95    |
| 8     | Adrián Ben                   | ESP  | 1:45,69    |
| 9     | Gabriel Tual                 | FRA  | 1:45,86    |
| 10    | Collins Kipruto              | KEN  | 1:46,10    |
| 11    | Mouad Zahafi                 | MAR  | 1:46,35    |
| 12    | Patryk Dobek                 | POL  | 1:46,65    |
| 13    | Elias Ngeny                  | KEN  | 1:47,80    |
|       | Patryk Sieradzki (Pacemaker) | POL  | DNF        |

#### 3000 m
| Platz                       | Athlet                    | Land | Zeit (min) |
| --------------------------- | ------------------------- | ---- | ---------- |
| 1                           | Tadese Worku              | ETH  | 7:36,47 MR |
| 2                           | Soufiane el-Bakkali       | MAR  | 7:37,18 PB |
| 3                           | Mohamed Tindouft          | MAR  | 7:38,92 PB |
| 4                           | Haftu Teklu               | ETH  | 7:39,62 PB |
| 5                           | Elzan Bibić               | SRB  | 7:39,95    |
| 6                           | Dinkalem Ayele            | ETH  | 7:41,56    |
| 7                           | Abdalaati Iguider         | MAR  | 7:43,54    |
| 8                           | Pietro Riva               | ITA  | 7:45,52 PB |
| 9                           | Mark Owon Lomuket         | KEN  | 8:01,11    |
| 10                          | John Travers              | IRL  | 8:09,31    |
|                             | Hamish Carson (Pacemaker) | NZL  | DNF        |
| Daniel Gadomski (Pacemaker) | POL                       | DNF  |            |

#### 110 m Hürden
| Platz | Athlet              | Land | Zeit (s)  |
| ----- | ------------------- | ---- | --------- |
| 1     | Hansle Parchment    | JAM  | 13,26     |
| 2     | Devon Allen         | USA  | 13,37     |
| 3     | Damion Thomas       | JAM  | 13,50     |
| 4     | David King          | GBR  | 13,55     |
| 5     | Vladimir Vukicevic  | NOR  | 13,58     |
| 6     | Milan Traikovits    | CYP  | 13,62     |
| 7     | Jakub Szymański     | POL  | 13,82 =PB |
| 8     | Liam van der Schaaf | NED  | 13,93     |
|       | Petr Svoboda        | CZE  | DSQ       |

Wind: +0,1 m/s

#### 400 m Hürden
| Platz | Athlet                   | Land | Zeit (s) |
| ----- | ------------------------ | ---- | -------- |
| 1     | Alison dos Santos        | BRA  | 48,50 MR |
| 2     | Yasmani Copello          | TUR  | 48,80    |
| 3     | Jaheel Hyde              | JAM  | 48,89    |
| 4     | Ramsey Angela            | NED  | 49,20    |
| 5     | Chris McAlister          | GBR  | 49,33    |
| 6     | Emil Agyekum             | GER  | 49,85    |
| 7     | Vít Müller               | CZE  | 50,03    |
| 8     | Luke Campbell            | GER  | 50,97    |
| 9     | Jakub Sobura-Durma Jakub | POL  | 52,54    |

#### Hochsprung
| Platz | Athletin          | Land | Höhe (m) |
| ----- | ----------------- | ---- | -------- |
| 1     | Gianmarco Tamberi | ITA  | 2,30     |
| 2     | Ilja Iwanjuk      | ANA  | 2,27     |
| 3     | Darryl Sullivan   | USA  | 2,24     |
| 3     | Bohdan Bondarenko | UKR  | 2,24 SB  |
| 3     | Norbert Kobielski | POL  | 2,24     |
| 6     | Maksim Nedassekau | BLR  | 2,15     |
| 7     | Shelby McEwen     | USA  | 2,10     |

#### Stabhochsprung
| Platz | Athletin            | Land | Höhe (m) |
| ----- | ------------------- | ---- | -------- |
| 1     | Christopher Nilsen  | USA  | 5,86     |
| 2     | KC Lightfoot        | USA  | 5,80     |
| 3     | Ernest Obiena       | PHI  | 5,80     |
| 4     | Kurtis Marschall    | AUS  | 5,70     |
| 5     | Piotr Lisek         | POL  | 5,70     |
| 6     | Sam Kendricks       | USA  | 5,70     |
| 7     | Valentin Lavillenie | FRA  | 5,60     |
| 8     | Matt Ludwig         | USA  | 5,60     |
| 9     | Robert Sobera       | POL  | 5,50     |
|       | Valentin Lavillenie | FRA  | NMH      |

#### Kugelstoßen
| Platz | Athlet            | Land | Weite (m) |
| ----- | ----------------- | ---- | --------- |
| 1     | Ryan Crouser      | USA  | 22,39     |
| 2     | Joe Kovacs        | USA  | 22,00     |
| 3     | Tomas Walsh       | NZL  | 21,68     |
| 4     | Filip Mihaljević  | HRV  | 21,27     |
| 5     | Armin Sinančević  | SRB  | 21,20     |
| 6     | Darlan Romani     | BRA  | 20,52     |
| 7     | Michał Haratyk    | BRA  | 20,08     |
| 8     | Konrad Bukowiecki | POL  | 19,24     |

#### Diskuswurf
| Platz | Athlet            | Land | Weite (m) |
| ----- | ----------------- | ---- | --------- |
| 1     | Kristjan Čeh      | SVN  | 66,65     |
| 2     | Andrius Gudžius   | LTU  | 65,89     |
| 3     | Fedrick Dacres    | JAM  | 64,91     |
| 4     | Piotr Małachowski | POL  | 62,29     |
| 5     | Bartłomiej Stój   | POL  | 61,25     |
| 6     | Robert Urbanek    | POL  | 59,66     |

#### Hammerwurf
| Platz | Athlet           | Land | Weite (m) |
| ----- | ---------------- | ---- | --------- |
| 1     | Paweł Fajdek     | POL  | 79,60     |
| 2     | Wojciech Nowicki | POL  | 77,45     |
| 3     | Eivind Henriksen | NOR  | 77,38     |
| 4     | Rudy Winkler     | USA  | 76,47     |
| 5     | Mychajlo Kochan  | UKR  | 76,31     |

#### Speerwurf
| Platz | Athlet            | Land | Weite (m) |
| ----- | ----------------- | ---- | --------- |
| 1     | Johannes Vetter   | GER  | 89,60     |
| 2     | Anderson Peters   | GRN  | 83,61     |
| 3     | Aljaksej Katkawez | BLR  | 83,35     |
| 4     | Vítězslav Veselý  | CZE  | 81,06     |
| 5     | Cyprian Mrzygłód  | POL  | 79,93     |

### Frauen

#### 100 m
| Platz | Athlet                  | Land | Zeit (s) |
| ----- | ----------------------- | ---- | -------- |
| 1     | Shelly-Ann Fraser-Pryce | JAM  | 10,81 MR |
| 2     | Mujinga Kambundji       | SUI  | 11,08    |
| 3     | Daryll Neita            | GBR  | 11,15    |
| 4     | Michelle-Lee Ahye       | TTO  | 11,19    |
| 5     | Kayla White             | USA  | 11,22    |
| 6     | Shashalee Forbes        | JAM  | 11,51    |
| 7     | Lorène Bazolo           | POR  | 11,56    |
| 8     | Marika Popowicz-Drapała | POL  | 11,79    |
| 9     | Michelle Harrison       | CAN  | 12,02    |

Wind: +0,4 m/s

#### 400 m
| Platz | Athlet                   | Land | Zeit (s) |
| ----- | ------------------------ | ---- | -------- |
| 1     | Natalia Kaczmarek        | POL  | 50,70 PB |
| 2     | Anna Kiełbasińska        | POL  | 51,19    |
| 3     | Candice McLeod           | JAM  | 51,88    |
| 4     | Małgorzata Hołub-Kowalik | POL  | 52,14    |
| 5     | Janieve Russell          | JAM  | 52,19    |
| 6     | Roneisha McGregor        | JAM  | 52,23    |
| 7     | Justyna Święty-Ersetic   | POL  | 52,60    |
| 8     | Cátia Azevedo            | POR  | 52,96    |

#### 1000 m
| Platz | Athlet                      | Land | Zeit (min) |
| ----- | --------------------------- | ---- | ---------- |
| 1     | Jemma Reekie                | GBR  | 2:35,47 MR |
| 2     | Hirut Meshesha              | ETH  | 2:35,74    |
| 3     | Danielle Jones              | USA  | 2:36,63    |
| 4     | Diana Mezuliáníková         | CZE  | 2:36,68    |
| 5     | Martyna Galant              | POL  | 2:37,08    |
| 6     | Tigest Girma                | ETH  | 2:37,80    |
| 7     | Anna Wielgosz               | POL  | 2:38,65    |
| 8     | Elena Burkard               | GER  | 2:39,05    |
| 9     | Wezam Tesfay                | ETH  | 2:39,08    |
| 10    | Mary Moraa                  | KEN  | 2:39,47    |
| 11    | Swetlana Aplatschkina       | ANA  | 2:41,28    |
| 12    | Kinga Królik                | POL  | 2:25,70    |
|       | Aneta Lemiesz (Pacemakerin) | POL  | DNF        |

#### 100 m Hürden
| Platz | Athlet            | Land | Zeit (s) |
| ----- | ----------------- | ---- | -------- |
| 1     | Tobi Amusan       | NGR  | 12,64 MR |
| 2     | Megan Tapper      | JAM  | 12,75    |
| 3     | Christina Clemons | USA  | 12,92    |
| 4     | Klaudia Siciarz   | POL  | 12,92    |
| 5     | Sarah Lavin       | IRL  | 13,02    |
| 6     | Liz Clay          | AUS  | 13,06    |
| 7     | Elwira Herman     | BLR  | 13,22    |
| 8     | Michelle Harrison | CAN  | 13,35    |
| 9     | Klaudia Wojtunik  | POL  | 13,37    |

Wind: +0,1 m/s

#### 400 m Hürden
| Platz | Athlet              | Land | Zeit (s) |
| ----- | ------------------- | ---- | -------- |
| 1     | Wiktorija Tkatschuk | UKR  | 54,18 MR |
| 2     | Cara Nnenya Hailey  | USA  | 54,21    |
| 3     | Hanna Ryschykowa    | UKR  | 54,25    |
| 4     | Janieve Russell     | JAM  | 54,47    |
| 5     | Amalie Iuel         | NOR  | 55,13    |
| 6     | Jessie Knight       | GBR  | 55,38    |
| 7     | Melissa González    | COL  | 55,83    |
| 8     | Wenda Nel           | RSA  | 56,09    |
| 9     | Leah Nugent         | JAM  | 56,79    |

#### Hochsprung
| Platz | Athletin              | Land | Höhe (m) |
| ----- | --------------------- | ---- | -------- |
| 1     | Elena Vallortigara    | ITA  | 1,96 =SB |
| 2     | Iryna Heraschtschenko | UKR  | 1,94     |
| 3     | Kamila Lićwinko       | POL  | 1,91     |
| 4     | Julija Lewtschenko    | UKR  | 1,91     |
| 5     | Karyna Dsjamidsik     | BLR  | 1,85     |
| 6     | Wiktoria Miąso        | POL  | 1,80     |

#### Kugelstoßen
| Platz | Athletin        | Land | Weite (m) |
| ----- | --------------- | ---- | --------- |
| 1     | Auriol Dongmo   | POR  | 19,32 MR  |
| 2     | Magdalyn Ewen   | USA  | 19,31     |
| 3     | Fanny Roos      | SWE  | 18,74     |
| 4     | Chase Ealey     | USA  | 18,56     |
| 5     | Klaudia Kardasz | POL  | 17,44     |
| 6     | Paulina Guba    | POL  | 16,51     |

#### Hammerwurf
| Platz | Athletin            | Land | Weite (m) |
| ----- | ------------------- | ---- | --------- |
| 1     | Nastassja Maslawa   | BLR  | 69,88     |
| 2     | Malwina Kopron      | POL  | 69,75     |
| 3     | Joanna Fiodorow     | POL  | 68,56     |
| 4     | Alexandra Tavernier | POL  | 68,33     |
| 5     | Sara Fantini        | ITA  | 66,49     |

#### Speerwurf
| Platz | Athletin           | Land | Weite (m) |
| ----- | ------------------ | ---- | --------- |
| 1     | Maria Andrejczyk   | POL  | 61,77     |
| 2     | Maggie Malone      | USA  | 61,46     |
| 3     | Kelsey-Lee Barber  | AUS  | 60,61     |
| 4     | Nikola Ogrodníková | CZE  | 58,03     |
| 5     | Sara Kolak         | CRO  | 55,63     |